# Episodi di Amiche nemiche (serie televisiva 1995) (prima stagione)
La prima stagione della serie televisiva Amiche nemiche è stata trasmessa in anteprima in Germania dalla ZDF tra il 26 dicembre 1995 e il 12 marzo 1996.
| nº | Titolo originale            | Titolo italiano | Prima TV Germania | Prima TV Italia |
| -- | --------------------------- | --------------- | ----------------- | --------------- |
| 1  | Alles hat ein Ende (Teil 1) |                 | 26 dicembre 1995  |                 |
| 2  | Alles hat ein Ende (Teil 2) |                 | 26 dicembre 1995  |                 |
| 3  | Höhenangst                  |                 | 2 gennaio 1996    |                 |
| 4  | Verknallt                   |                 | 9 gennaio 1996    |                 |
| 5  | Schrecksekunden             |                 | 16 gennaio 1996   |                 |
| 6  | Indiskret                   |                 | 23 gennaio 1996   |                 |
| 7  | Stocksauer                  |                 | 30 gennaio 1996   |                 |
| 8  | Ausgeflippt                 |                 | 6 febbraio 1996   |                 |
| 9  | Unverdünnte Hölle           |                 | 13 febbraio 1996  |                 |
| 10 | Flucht nach vorn            |                 | 20 febbraio 1996  |                 |
| 11 | Abwärts                     |                 | 27 febbraio 1996  |                 |
| 12 | Zündstoff                   |                 | 5 marzo 1996      |                 |
| 13 | Kuß oder Schluß             |                 | 12 marzo 1996     |                 |